# Ute York
Ute York (geboren 1943) ist eine deutsche Autorin.

## Leben
Sie studierte Kommunikationswissenschaften und Philologie. Als Journalistin und Redakteurin war sie bei verschiedenen Zeitschriften tätig. Ihre Bücher befassen sich mit spirituellen Themen. Sie sind in Deutschland, Tschechien und Japan erschienen.

## Publikationen
- Eine Reise zu den indischen Palmblattbibliotheken. Schirner Verlag, Darmstadt 2007. ISBN 978-3-89767-568-1
- Maskenball der Seele: neue Wege der esoterischen Reinkarnations-Therapie, mit Mathias Wendel. Wendel, München 1999. ISBN 978-3-9800759-6-1
- Mondmagie und Liebeszauber: Wunderkräuter, Hexensalben und magisches Wissen für Frauen. Droemer Knaur, München 1998. ISBN 978-3-426-77336-9
- Mondzeit: ein praktischer Ratgeber zur Nutzung der geheimnisvollen Kräfte des Mondes; mit Mondkalender. Droemer Knaur, München 1999. ISBN 978-3-426-72240-4
- Nachschlagen statt zuschlagen: Erziehungsfragen auf einen Blick. Rowohlt Reinbek bei Hamburg 1997. ISBN 978-3-499-60201-6
- Engel werfen keine Schatten. Droemer Knaur, München 1995. ISBN 978-3-426-86076-2
- Dünger und Kompost. Pawlak, Herrsching 1992. ISBN 978-3-88199-944-1
- Lavendel – das blaue Wunder: der sanfte Weg zu Gesundheit, Harmonie und Wohlfühlen. Droemer Knaur, München 1999. ISBN 978-3-426-76203-5
- Bach-Blüten-Therapie: Balsam für Körper und Seele  (Wissenschaftliche Beratung: Thomas Ortner-Bach, Zeichnungen: Sascha Wuillemet).      Bechtermünz, Eltville/Rhein 1994. ISBN 978-3-86047-083-1